# Horologiphora sinensis
Horologiphora sinensis är en tvåvingeart som beskrevs av Ronald Henry Lambert Disney 1997. Horologiphora sinensis ingår i släktet Horologiphora och familjen puckelflugor.
Artens utbredningsområde är Taiwan. Inga underarter finns listade i Catalogue of Life.